# ماريكارمن ألفا
ماريكارمن ألفا (مواليد 24 فبراير 1967) هي سياسية ومحامية بيروفية تشغل منصب رئيسة مجلس شيوخ بيرو منذ 26 يوليو 2021.